# Плиозавроиды
Плиозавроиды или плиозавры (лат. Pliosauroidea) — группа вымерших короткошеих плезиозавров, живших с триасового по меловой периоды. По-видимому, представляют не естественную биологическую группу в ранге надсемейства или инфраотряда, а особый морфотип.

## Описание
Голова крупная, шея короткая (у некоторых видов не более 11 позвонков). Строение черепа более примитивно, чем у плезиозавров. Зубы обычно крупные, неровные, без режущих кромок, но у некоторых видов — треугольные в поперечном сечении и острым краем, позволявшим буквально сдирать плоть с вырывающейся жертвы. Размеры крупные, иногда, возможно, до 15 метров в длину, с длиной черепа — почти до 3 метров (самые крупные завроптеригии). Питались преимущественно крупной рыбой и головоногими, некоторые могли охотиться на других морских рептилий.

## Классификация
Обычно в состав плиозавроидов включают следующих представителей:

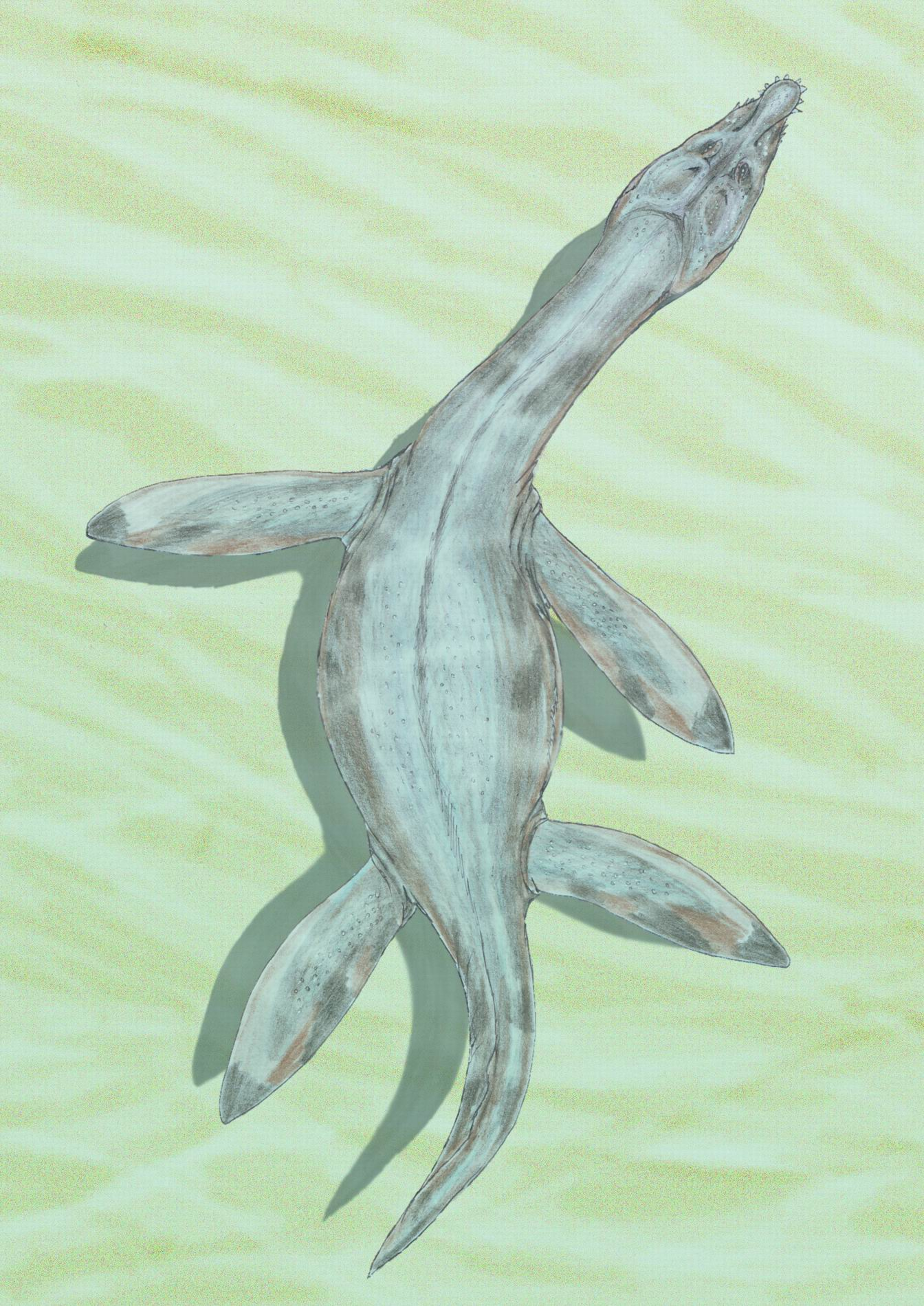
Rhomaleosaurus «cramptoni»

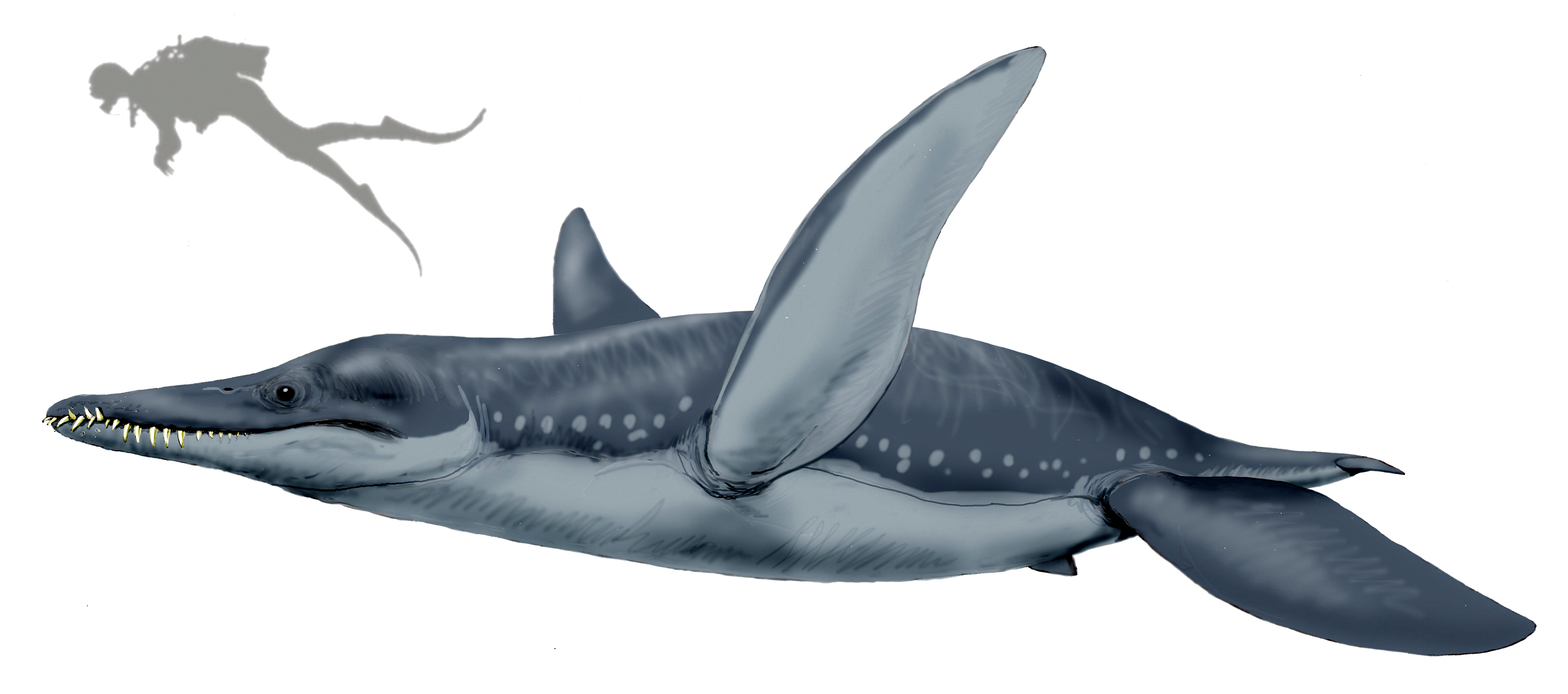
Pliosaurus brachydeirus по сравнению с человеком

- Ромалеозавры (Rhomaleosauridae) — примитивные, относительно длинношеие плиозавры преимущественно раннеюрского возраста, дожили до середины мела.
- Плиозавриды (Pliosauridae) — «типичные» плиозавры, известны также с ранней юры (род Macroplata), расцвет пережили в конце юры, дожили до позднего мела.

Вне этих двух семейств находятся примитивные раннеюрские длинношеие представители (Thalassiodracon, Archaeonectrus, Attenborosaurus), внешне вполне сходные с плезиозаврами. Помимо этого, неясно систематическое положение мелких позднеюрских форм, сходных с ромалеозаврами (Bishanopliosaurus, Pachycostasaurus, Sinopliosaurus).
Кронозавр и брахаухениус относятся к семейству Pliosauridae либо принадлежат к отдельному семейству.
Меловые короткошеие плезиозавры поликотилиды (Polycotylidae) ранее считались плиозаврами, но являются родственниками эласмозаврид.